# رحمان‌آباد (قصرقند)
رحمان‌آباد (نیک‌شهر)، روستایی از توابع بخش قصرقند شهرستان نیک‌شهر در استان سیستان و بلوچستان ایران است.

## جمعیت
این روستا در دهستان هلونچگان قرار دارد و براساس سرشماری مرکز آمار ایران در سال ۱۳۸۵، جمعیت آن ۹۶ نفر (۲۷خانوار) بوده‌است.